# La Ligne de mire
Pour les articles homonymes, voir Ligne de mire.
Pour plus de détails, voir Fiche technique et Distribution.
La Ligne de mire est un film français réalisé en 1960 par Jean-Daniel Pollet et resté inédit en salle.

## Fiche technique
- Titre : La Ligne de mire
- Réalisateur : Jean-Daniel Pollet
- Scénario et dialogues : Jean-Daniel Pollet
- Photographie : Jean-Jacques Rochut
- Son : Yves Bouyer
- Chansons : Pierre Assier
- Montage : Jean-Daniel Pollet, François Bel
- Société de production : Lumifilms
- Pays :  France
- Durée : 74 minutes

## Distribution
- Pierre Assier
- Claude Melki
- Édith Scob
- Véra Belmont
- Yves Barsacq
- Michèle Mercier
- Charles Millot